# انیس اسمر
انیس اسمر (ترکی استانبولی: Enis Esmer؛ زادهٔ ۲۹ دسامبر ۱۹۷۸) نویسنده و بازیگر ترکیه‌ای‌الاصلِ اهل کانادا است.
وی در سنِ سه سالگی به همراه والدین خود به کانادا مهاجرت کرد و از سال ۲۰۰۳ میلادی تاکنون مشغول فعالیت حرفه‌ای بوده است.
از فیلم‌ها یا برنامه‌های تلویزیونی که وی در آن نقش داشته است، می‌توان به حرف اف، نحوه برخورد، ماجراهای مرداک و همچنین نقطۀ کور اشاره کرد.